# Milán AC 1989/1990
AC Milán v sezóně 1989/1990 (tehdy pod názvem Milán AC) obsadil druhé místo v Serii A se ztrátou dvou bodů na Neapoli. V PMEZ postoupil do finále, kde vyhrál 1:0 nad Benficou Lisabon. V Italském poháru postoupil do finále, kde prohrál s Juventus Turin. Stal se vítězem Superpoháru UEFA po výhře nad FC Barcelona a vítězem Interkontinentálního poháru po výhře nad týmem Medelin.

## Soupiska a statistiky
| Post           | Jméno                 | Narozen      | Stát       | Liga z/g | Pohár z/g | PMEZ z/g | SP+IP z/g | Celkem |
| -------------- | --------------------- | ------------ | ---------- | -------- | --------- | -------- | --------- | ------ |
| Brankáři       |                       |              |            |          |           |          |           |        |
| Brankář        | Giovanni Galli        | 29. 4. 1958  | Itálie     | 11/12    | 7/3       | 8/3      | 2+1/1+0   | 29/19  |
| Brankář        | Andrea Pazzagli       | 18. 1. 1960  | Itálie     | 23/15    | 1/0       | 1/0      | 0+0/0+0   | 25/15  |
| Brankář        | Francesco Antonioli   | 14. 9. 1969  | Itálie     | 0/0      | 0/0       | 0/0      | 0+0/0+0   | 0/0    |
| Obránci        |                       |              |            |          |           |          |           |        |
| Obránce        | Paolo Maldini         | 26. 6. 1968  | Itálie     | 30/1     | 6/0       | 8/0      | 2+1/0+0   | 47/1   |
| Obránce        | Franco Baresi         | 8. 5. 1960   | Itálie     | 30/1     | 7/4       | 8/0      | 0+1/0+0   | 46/5   |
| Obránce        | Mauro Tassotti        | 19. 1. 1960  | Itálie     | 29/3     | 2/0       | 7/0      | 2+1/0+0   | 41/3   |
| Obránce        | Alessandro Costacurta | 24. 4. 1966  | Itálie     | 26/1     | 3/0       | 7/0      | 2+1/0+0   | 39/1   |
| Obránce        | Filippo Galli         | 19. 5. 1963  | Itálie     | 14/0     | 8/0       | 6/0      | 0+0/0+0   | 28/0   |
| Obránce        | Stefano Carobbi       | 16. 1. 1964  | Itálie     | 02/0     | 3/0       | 1/0      | 1+0/0+0   | 07/0   |
| Záložníci      |                       |              |            |          |           |          |           |        |
| Záložník       | Alberigo Evani        | 1. 1. 1963   | Itálie     | 32/3     | 5/0       | 9/1      | 2+1/1+1   | 49/6   |
| Záložník       | Frank Rijkaard        | 30. 9. 1962  | Nizozemsko | 29/2     | 6/0       | 9/2      | 2+1/0+0   | 47/4   |
| Záložník       | Carlo Ancelotti       | 10. 6. 1959  | Itálie     | 24/3     | 4/0       | 6/0      | 0+1/0+0   | 35/3   |
| Záložník       | Angelo Colombo        | 24. 2. 1961  | Itálie     | 21/1     | 5/0       | 9/0      | 0+0/0+0   | 35/1   |
| Záložník       | Roberto Donadoni      | 9. 9. 1963   | Itálie     | 24/4     | 3/0       | 3/0      | 2+1/0+0   | 33/4   |
| Záložník       | Diego Fuser           | 11. 11. 1968 | Itálie     | 20/2     | 7/0       | 2/0      | 2+1/0+0   | 32/2   |
| Záložník       | Giovanni Stroppa      | 24. 1. 1968  | Itálie     | 17/2     | 7/0       | 5/1      | 1+0/0+0   | 30/3   |
| Záložník       | Stefano Salvatori     | 29. 12. 1967 | Itálie     | 08/0     | 7/0       | 1/0      | 1+0/0+0   | 17/0   |
| Záložník       | Christian Lantignotti | 18. 3. 1970  | Itálie     | 02/0     | 1/0       | 1/0      | 0+0/0+0   | 04/0   |
| Záložník       | Demetrio Albertini    | 23. 8. 1971  | Itálie     | 01/0     | 0/0       | 0/0      | 0+0/0+0   | 01/0   |
| Útočníci       |                       |              |            |          |           |          |           |        |
| Útočník        | Daniele Massaro       | 23. 5. 1961  | Itálie     | 30/10    | 8/3       | 7/2      | 2+1/0+0   | 48/15  |
| Útočník        | Marco van Basten      | 31. 10. 1964 | Nizozemsko | 26/19    | 4/1       | 7/3      | 2+1/1+0   | 40/24  |
| Útočník        | Marco Simone          | 7. 1. 1969   | Itálie     | 21/1     | 3/1       | 5/1      | 2+1/0+0   | 32/3   |
| Útočník        | Stefano Borgonovo     | 17. 3. 1964  | Itálie     | 13/2     | 5/2       | 5/2      | 0+0/0+0   | 23/6   |
| Útočník        | Ruud Gullit           | 1. 9. 1962   | Nizozemsko | 02/0     | 0/0       | 01/0     | 0+0/0+0   | 03/0   |
| Realizační tým |                       |              |            |          |           |          |           |        |
| Trenér         | Arrigo Sacchi         | 1. 4. 1946   | Itálie     | 34/0     | 8/0       | 9/0      | 2+1/0+0   | 54/0   |
| As. trenéra    | Italo Galbiati        | 8. 8. 1937   | Itálie     | 34/0     | 8/0       | 9/0      | 2+1/0+0   | 54/0   |

- - poznámka : brankaři mají góly obdržené

Během sezóny odešli: